# USS Charleston (PG-51)
El cuarto USS Charleston (PG-51) fue un cañonero que realizó misiones como patrullero. Fue botado en los astilleros Charleston Navy Yard el 25 de febrero de 1936 y cuyo su primer mando,  el capitán R.K. Awtrey; tras su alta fue asignado a la Flota del Atlántico.

## Historial
El USS Charleston partió de Norfolk, Virginia el 24 de febrero de 1937 para unirse a la escuadra 40T, con la cual, visitó Dubrovnik en Yugoslavia, Trieste y Nápoles , y Argelia antes de retornar a Charleston, Carolina de Sur para ser modernizado el 24 de abril de 1937. El 9 de julio de 1937 navegó hasta Balboa, Panamá para un entrenamiento extensivo de combate en la zona de Panamá antes de retornar a Charleston el 1 de marzo de 1938.
Desde el 21 de abril de 1938 hasta el 3 de octubre de 1938, y desde el 4 de enero de 1939 hasta el 27 de junio de 1940, retornó al Caribe para realizar patrullas costeras y realizar visitas de buena voluntad. En septiembre de 1940 partió de Norfolk, Virginia y puso rumbo a Seattle, Washington. Desde el 6 de noviembre de 1940 hasta el 27 de noviembre de 1941 realizó cinco cruceros desde Seattle hasta las islas Aleutianas.
Desde la entrada de los Estados Unidos en la Segunda Guerra Mundial, el USS Charleston intensificó sus tareas de patrulla y escolta de convoyes, y excepto cuatro viajes a la costa oeste para mantenimiento, operó desde Unalaska o desde Kodiak, Alaska durante la guerra. Junto a sus tareas de escolta y patrulla, llevó a cabo misiones de desembarco de patrullas de reconocimiento, y de ayuda a buques averiados, y tomó parte en operaciones en Attu, la cual fue asaltada el 11 de mayo de 1943. dos días después, el Charleston llegó para proporcionar cobertura con su armamento a las tropas en tierra, bombardeando el puerto, y proporcionando cobertura a los transportes. Durante el ataque de bombarderos japoneses del 22 de mayo, evitó mediante bruscas maniobras ser alcanzado por torpedos, mientras que derribó un avión enemigo, y colaboró para derribar otros. Dio cobertura de artillería hasta que la isla fue asegurada, y apoyó su ocupación dando escolta a los convoyes entre Attu y la de Isla Adak.
Al finalizar la contienda, el Charleston fue preparado para tareas en el Lejano Oriente, y el 25 de noviembre de 1945 arribó a Hong Kong. También visitó Shanghái antes de volver a San Francisco el 4 de marzo de 1946, donde fue dado de baja elc10 de mayo de 1946 para ser transferido a la Academia Marítima de Massachusetts el 25 de marzo de 1948, donde prestó servicio como buque escuela hasta 1959.
El USS Charleston recibió una estrella de combate por sus servicios en la Segunda Guerra Mundial.